# Ajapnyak
Ajapnyak (in armeno Աջափնյակ), è un distretto di Erevan, la capitale dell'Armenia, con 108.300 abitanti (dato 2001) situato nella parte nordoccidentale della città.

## Geografia fisica
Il distretto confina con Arabkir, Davtashen, Kentron e Malatia-Sebastia oltre che con le province di Armavir, Aragatsotn e Kotayk.

## Etimologia
Il nome significa letteralmente riva destra riferendosi alla sua localizzazione, la riva destra del fiume Hrazdan ed è collegato con il resto della città tramite il ponte Kyevian.

## Quartieri
Ajapnyak è suddiviso in 8 quartieri:
- Ajapnyak block
- Norashen
- Nazarbekian
- Silikyan
- Lukashin
- Vahagni
- Anastasavan
- Cheryomushki